# Cristóbal Pérez Pastor
Cristóbal Pérez Pastor (Tobarra, Albacete, 1842-Horche, Guadalajara, 21 de agosto de 1908) fue un archivero, polígrafo y bibliógrafo español.

## Biografía
Ingresó muy joven en el Seminario de San Fulgencio de Murcia y se ordenó sacerdote. Sus primeras parroquias fueron Orihuela y Tobarra; en esta última fue Rector de "San Roque". Su afán de saber le hizo trasladarse a Madrid para estudiar Ciencias. Llegó a ser Doctor en Física y Química. 
Aprobó la Cátedra de Agricultura en San Juan de Puerto Rico, pero renunció sin llegar a ejercerla por sus compromisos religiosos (fue nombrado Capellán de Atocha y luego de las Descalzas Reales). Estudió en la Escuela Superior Diplomática de Madrid, y tras acabar en 1874 fue profesor auxiliar de la asignatura ejercicios prácticos y catalogación de museos; sin embargo, disintiendo de los métodos pedagógicos de la misma, decidió abandonarla. En 1881 ingresó en el Cuerpo de Archiveros y Bibliotecarios y estuvo destinado en la Biblioteca Provincial de Toledo (1882) y más tarde en la Biblioteca Nacional, la Real Academia de la Historia y el Archivo Histórico Nacional. En 1905 fue elegido para la Real Academia Española, pero no llegó a tomar posesión.
Recorrió archivos y bibliotecas de todo el país, en especial el Archivo Histórico de Protocolos de Madrid en busca de documentos sobre Miguel de Cervantes, Lope de Vega y Pedro Calderón de la Barca, también a la búsqueda de cartas de obligación de impresión, de compraventa de privilegios, de compra de papel, de testamentos de los autores áureos o de cualquier documento relacionado ya no solo con su producción sino con sus vidas; documentos que utilizaba luego para sus fichas bibliográficas. 
Hombre de amplísima cultura, fue también un importante cervantista y tuvo tertulia en la Farmacia Galloso con personajes como Benito Pérez Galdós, Marcelino Menéndez Pelayo y Pío Baroja, entre otros. Organizó en 1905 la Exposición Cervantina del centenario que se exhibió en la Biblioteca Nacional, lo que le valió los ataques de Francisco Rodríguez Marín. Ese mismo año, como se ha dicho, fue hecho académico de la Lengua para cubrir la vacante dejada por el político conservador Francisco Silvela, pero ya se hallaba enfermo y pasaba largas temporadas en Horche, provincia de Guadalajara. 
Fue uno de los más ilustres bibliófilos españoles junto a Marcelino Menéndez Pelayo, Manuel Milá y Fontanals, Francisco Rodríguez Marín y Ramón Menéndez Pidal y ganó numerosos premios de bibliografía de la Biblioteca Nacional. Colaboró en las principales revistas de erudición literaria de toda Europa, y en especial en la Revista de Archivos, Bibliotecas y Museos.

## Obras
- La Imprenta de Toledo (Madrid, Manuel Tello, 1887): Premiada por la Biblioteca Nacional, recoge 1.530 reseñas bibliográficas, apéndices e índices artículos sobre los trabajos publicados en la ciudad de Toledo desde 1430 hasta la publicación de la obra. Hay reimpresión moderna de Valencia, 1994.
- Bibliografía Madrileña del Siglo XVI 3 Tomos (1891): Premiada por la Biblioteca Nacional. Tipografía de los Huérfanos (vol. I) Refleja la vida de impresores, escritores, etc, del S.XVI. Tipografía de la Revista de Archivos, Bibliotecas y Museos (vols. II y III) 1891-1907: Recoge en el primero volumen la Bibliografía Madrileña de 1601 a 1620 y en segundo de 1621 a 1625. Es una obra clásica de la bibliografía madrileña, con numerosas láminas entre los textos, con 2240 referencias ordenadas alfabéticamente, incluyendo un amplio apéndice documental e índices de búsqueda, encuadernación holándesa, conserva en la actualidad las cubiertas originales.
- Proceso de Lope de Vega por libelos contra unos cómicos (1901): En colaboración con Atanasio Tomillo publica datos desconocidos de la vida de Lope de Vega, que no sentaron nada bien a Lope.
- Documentos Cervantinos hasta ahora inéditos 2 Tomos (Madrid, Imprenta de Fortanet, 1897-1902): Es la obra más importante de toda su bibliografía, recoge en 150 documentos datos y hechos inéditos sobre la vida de Miguel de Cervantes, no publicados anteriormente y desconocidos obre el autor del Quijote. Fue una edición patrocinada por el Marqués de Jerez de los Caballeros. Para aprovechar los muchos datos que esta colección proporciona, el hispanista James Fitzmaurice-Kelly escribió una nueva biografía.
- Documentos para la Bibliografía de D. Pedro Calderón de la Barca (Madrid, Imprenta de Fortanet, 1905)
- Nuevos datos acerca del Histrionismo español en los Siglos XVI y XVII (Madrid, Imprenta de la Revista Española, 1901).[1]
- La imprenta en Medina del Campo, Madrid, 1895, también premiada.
- Cervantes en Valladolid, Valladolid, Grupo Pinciano y Caja España, 1992, Edición facsímil. reproducción facsímil del proceso a Cervantes, recogiéndose por tanto las averiguaciones hechas, por mandato del alcalde Cristóbal de Villarroel, sobre las heridas causadas en Valladolid al caballero del hábito de Santiago don Gaspar de Ezpeleta. La obra da noticia de la segunda estancia de Cervantes en dicha ciudad, esto es, desde 1604 hasta pocos meses después de la marcha de la Corte a Madrid, en 1606, intervalo en el que el escritor se vio implicado en el trágico suceso citado.
- Alfonso Martínez de Toledo, Arcipreste de Talavera, ed. Cristóbal Pérez Pastor, Madrid: Sociedad de Bibliófilos Españoles, 1901.